# Grand Prix Formule 1 van Hongarije 2012
De Grand Prix Formule 1 van Hongarije 2012 werd verreden op 29 juli op de Hungaroring in Mogyoród nabij Boedapest. Het was de elfde race van het kampioenschap.

## Wedstrijdverslag

### Kwalificatie
Lewis Hamilton reed zijn McLaren naar de pole position. Romain Grosjean behaalde voor Lotus zijn beste kwalificatieresultaat met een tweede plaats, vlak voor Red Bull-coureur Sebastian Vettel. Hamiltons teamgenoot Jenson Button kwalificeerde zich als vierde, vlak voor Grosjeans teamgenoot Kimi Räikkönen en het Ferrari-duo Fernando Alonso en Felipe Massa. Het Williams-duo Pastor Maldonado en Bruno Senna kwalificeerden zich als achtste en negende en Nico Hülkenberg sloot voor Force India de top 10 af.

### Race
Lewis Hamilton won ook de race, voor Kimi Räikkönen en Romain Grosjean. Sebastian Vettel eindigde op de vierde plaats, vlak voor Fernando Alonso en Jenson Button. Bruno Senna eindigde op de zevende plaats, vlak voor Vettels teamgenoot Mark Webber. De laatste punten gingen naar Felipe Massa en Mercedes-coureur Nico Rosberg.

### DRS-systeem
Het DRS-systeem wordt gebruikt op het lange rechte stuk van start-finish.

## Vrije trainingen
- Er wordt enkel de top 5 weergegeven.

| Vrije training 1 | Pos. | Nr. | Coureur          | Constructeur            | Tijd     |
| ---------------- | ---- | --- | ---------------- | ----------------------- | -------- |
| Vrije training 1 | 1    | 4   | Lewis Hamilton   | McLaren-Mercedes        | 1:22.821 |
| Vrije training 1 | 2    | 3   | Jenson Button    | McLaren-Mercedes        | 1:22.922 |
| Vrije training 1 | 3    | 5   | Fernando Alonso  | Ferrari                 | 1:23.397 |
| Vrije training 1 | 4    | 8   | Nico Rosberg     | Mercedes                | 1:23.628 |
| Vrije training 1 | 5    | 10  | Romain Grosjean  | Lotus-Renault           | 1:23.633 |
| Vrije training 2 | Pos. | Nr. | Coureur          | Constructeur            | Tijd     |
| Vrije training 2 | 1    | 4   | Lewis Hamilton   | McLaren-Mercedes        | 1:21.995 |
| Vrije training 2 | 2    | 9   | Kimi Räikkönen   | Lotus-Renault           | 1:22.180 |
| Vrije training 2 | 3    | 19  | Bruno Senna      | Williams-Renault        | 1:22.253 |
| Vrije training 2 | 4    | 6   | Felipe Massa     | Ferrari                 | 1:22.417 |
| Vrije training 2 | 5    | 5   | Fernando Alonso  | Ferrari                 | 1:22.582 |
| Vrije training 3 | Pos. | Nr. | Coureur          | Constructeur            | Tijd     |
| Vrije training 3 | 1    | 2   | Mark Webber      | Red Bull Racing-Renault | 1:21.550 |
| Vrije training 3 | 2    | 4   | Lewis Hamilton   | McLaren-Mercedes        | 1:21.643 |
| Vrije training 3 | 3    | 1   | Sebastian Vettel | Red Bull Racing-Renault | 1:21.671 |
| Vrije training 3 | 4    | 19  | Bruno Senna      | Williams-Renault        | 1:21.876 |
| Vrije training 3 | 5    | 5   | Fernando Alonso  | Ferrari                 | 1:21.884 |

Testcoureurs:
- Valtteri Bottas (Williams-Renault; P9)
- Jules Bianchi (Force India-Mercedes; P18)
- Dani Clos (HRT-Cosworth; P24)

## Kwalificatie
| Pos.                | Nr. | Coureur            | Constructeur            | Q1       | Q2       | Q3       | Grid |
| ------------------- | --- | ------------------ | ----------------------- | -------- | -------- | -------- | ---- |
| 1                   | 4   | Lewis Hamilton     | McLaren-Mercedes        | 1:21.794 | 1:21.060 | 1:20.953 | 1    |
| 2                   | 10  | Romain Grosjean    | Lotus-Renault           | 1:22.755 | 1:21.657 | 1:21.366 | 2    |
| 3                   | 1   | Sebastian Vettel   | Red Bull Racing-Renault | 1:22.948 | 1:21.407 | 1:21.416 | 3    |
| 4                   | 3   | Jenson Button      | McLaren-Mercedes        | 1:22.028 | 1:21.618 | 1:21.583 | 4    |
| 5                   | 9   | Kimi Räikkönen     | Lotus-Renault           | 1:22.234 | 1:21.583 | 1:21.730 | 5    |
| 6                   | 5   | Fernando Alonso    | Ferrari                 | 1:22.095 | 1:21.598 | 1:21.844 | 6    |
| 7                   | 6   | Felipe Massa       | Ferrari                 | 1:22.203 | 1:21.534 | 1:21.900 | 7    |
| 8                   | 18  | Pastor Maldonado   | Williams-Renault        | 1:22.475 | 1:21.504 | 1:21.939 | 8    |
| 9                   | 19  | Bruno Senna        | Williams-Renault        | 1:22.271 | 1:21.697 | 1:22.343 | 9    |
| 10                  | 12  | Nico Hülkenberg    | Force India-Mercedes    | 1:22.176 | 1:21.653 | 1:22.847 | 10   |
| 11                  | 2   | Mark Webber        | Red Bull Racing-Renault | 1:22.829 | 1:21.715 |          | 11   |
| 12                  | 11  | Paul di Resta      | Force India-Mercedes    | 1:21.912 | 1:21.813 |          | 12   |
| 13                  | 8   | Nico Rosberg       | Mercedes                | 1:22.079 | 1:21.895 |          | 13   |
| 14                  | 15  | Sergio Pérez       | Sauber-Ferrari          | 1:22.110 | 1:21.895 |          | 14   |
| 15                  | 14  | Kamui Kobayashi    | Sauber-Ferrari          | 1:22.801 | 1:22.300 |          | 15   |
| 16                  | 17  | Jean-Éric Vergne   | STR-Ferrari             | 1:22.799 | 1:22.380 |          | 16   |
| 17                  | 7   | Michael Schumacher | Mercedes                | 1:22.436 | 1:22.723 |          | 17   |
| 18                  | 16  | Daniel Ricciardo   | STR-Ferrari             | 1:23.250 |          |          | 18   |
| 19                  | 20  | Heikki Kovalainen  | Caterham-Renault        | 1:23.576 |          |          | 19   |
| 20                  | 21  | Vitali Petrov      | Caterham-Renault        | 1:24.167 |          |          | 20   |
| 21                  | 25  | Charles Pic        | Marussia-Cosworth       | 1:25.244 |          |          | 21   |
| 22                  | 24  | Timo Glock         | Marussia                | 1:25.476 |          |          | 22   |
| 23                  | 22  | Pedro de la Rosa   | HRT-Cosworth            | 1:25.916 |          |          | 23   |
| 24                  | 23  | Narain Karthikeyan | HRT-Cosworth            | 1:26.178 |          |          | 24   |
| 107% tijd: 1:20.991 |     |                    |                         |          |          |          |      |

## Race
| Pos. | Nr. | Coureur            | Constructeur            | Rondes | Tijd / Oorzaak uitval | Grid | Punten |
| ---- | --- | ------------------ | ----------------------- | ------ | --------------------- | ---- | ------ |
| 1    | 4   | Lewis Hamilton     | McLaren-Mercedes        | 69     | 1:41:05.503           | 1    | 25     |
| 2    | 9   | Kimi Räikkönen     | Lotus-Renault           | 69     | +1.032                | 5    | 18     |
| 3    | 10  | Romain Grosjean    | Lotus-Renault           | 69     | +10.518               | 2    | 15     |
| 4    | 1   | Sebastian Vettel   | Red Bull Racing-Renault | 69     | +11.614               | 3    | 12     |
| 5    | 5   | Fernando Alonso    | Ferrari                 | 69     | +26.653               | 6    | 10     |
| 6    | 3   | Jenson Button      | McLaren-Mercedes        | 69     | +30.243               | 4    | 8      |
| 7    | 19  | Bruno Senna        | Williams-Renault        | 69     | +33.899               | 9    | 6      |
| 8    | 2   | Mark Webber        | Red Bull Racing-Renault | 69     | +34.458               | 11   | 4      |
| 9    | 6   | Felipe Massa       | Ferrari                 | 69     | +38.350               | 7    | 2      |
| 10   | 8   | Nico Rosberg       | Mercedes                | 69     | +51.234               | 13   | 1      |
| 11   | 12  | Nico Hülkenberg    | Force India-Mercedes    | 69     | +57.283               | 4    |        |
| 12   | 11  | Paul di Resta      | Force India-Mercedes    | 69     | +1:02.887             | 12   |        |
| 13   | 18  | Pastor Maldonado   | Williams-Renault        | 69     | +1:03.606             | 8    |        |
| 14   | 15  | Sergio Pérez       | Sauber-Ferrari          | 69     | +1:04.494             | 14   |        |
| 15   | 16  | Daniel Ricciardo   | STR-Ferrari             | 68     | +1 ronde              | 18   |        |
| 16   | 17  | Jean-Éric Vergne   | STR-Ferrari             | 68     | +1 ronde              | 16   |        |
| 17   | 20  | Heikki Kovalainen  | Caterham-Renault        | 68     | +1 ronde              | 19   |        |
| 18   | 14  | Kamui Kobayashi    | Sauber-Ferrari          | 67     | Hydrauliek            | 15   |        |
| 19   | 21  | Vitali Petrov      | Caterham-Renault        | 67     | +2 rondes             | 20   |        |
| 20   | 25  | Charles Pic        | Marussia-Cosworth       | 67     | +2 rondes             | 21   |        |
| 21   | 24  | Timo Glock         | Marussia-Cosworth       | 66     | +3 rondes             | 22   |        |
| 22   | 22  | Pedro de la Rosa   | HRT-Cosworth            | 66     | +3 rondes             | 23   |        |
| DNF  | 23  | Narain Karthikeyan | HRT-Cosworth            | 60     | Ophanging             | 24   |        |
| DNF  | 7   | Michael Schumacher | Mercedes                | 58     | Mechaniek             | 17   |        |

## Standen na de Grand Prix
- Er wordt enkel de top 5 weergegeven.

### Coureurs
| Pos. | Nr. | Coureur          | Constructeur            | Punten |
| ---- | --- | ---------------- | ----------------------- | ------ |
| 1    | 5   | Fernando Alonso  | Ferrari                 | 164    |
| 2    | 2   | Mark Webber      | Red Bull Racing-Renault | 124    |
| 3    | 1   | Sebastian Vettel | Red Bull Racing-Renault | 122    |
| 4    | 4   | Lewis Hamilton   | McLaren-Mercedes        | 117    |
| 5    | 9   | Kimi Räikkönen   | Lotus-Renault           | 116    |

### Constructeurs
| Pos. | Nr.  | Constructeur            | Coureurs                        | Punten |
| ---- | ---- | ----------------------- | ------------------------------- | ------ |
| 1    | 1 2  | Red Bull Racing-Renault | Sebastian Vettel Mark Webber    | 246    |
| 2    | 3 4  | McLaren-Mercedes        | Jenson Button Lewis Hamilton    | 193    |
| 3    | 9 10 | Lotus-Renault           | Kimi Räikkönen Romain Grosjean  | 192    |
| 4    | 5 6  | Ferrari                 | Fernando Alonso Felipe Massa    | 189    |
| 5    | 7 8  | Mercedes                | Michael Schumacher Nico Rosberg | 106    |

## Noot
- Dit was de honderdste Grand Prix-start voor de Finse coureur Heikki Kovalainen.